# Wirsberg
Wirsberg è un comune tedesco di 1 972 abitanti, situato nel land della Baviera.